# Fadrique Álvarez de Toledo y Enríquez de Guzmán
Fadrique Álvarez de Toledo y Enríquez de Guzmán, o Don Fadrique, quarto Duca d'Alba (21 novembre 1537 – Lisbona, 11 dicembre 1583), è stato un nobile e militare spagnolo, comandante dell'esercito durante la guerra degli ottant'anni.

## Biografia
Secondogenito del Duca di ferro, Fernando Álvarez de Toledo, divenne quarto Duca d'Alba alla morte del padre, avvenuta nel 1582; fu inoltre Duca di Huesca, Marchese di Coria e Commendatore Maggiore dell'Ordine di Calatrava.
Dopo essersi rifiutato di sposare Magdalena de Guzmán, fu arrestato e imprigionato nel Castello di Medina del Campo nel 1566 e divenne in seguito comandante delle truppe spagnole durante la fase più sanguinosa della guerra nei Paesi Bassi, partecipando ai massacri di Malines, Zutphen e Naarden e all'assedio di Haarlem.
Fu per tre volte, durante il periodo in cui il padre era viceré, luogotenente generale del Regno di Napoli.
Durante questo periodo diede il proprio nome al Palazzo ducale di Avella.
Dopo il fallito assedio di Alkmaar fu richiamato dal padre, preoccupato del deteriorarsi della sua reputazione presso il re Filippo II di Spagna e, dopo il 1573 la salute di Don Fadrique iniziò gradualmente a peggiorare.
Si sposò tre volte senza poter avere un erede e il titolo di Duca d'Alba alla sua morte (avvenuta nel 1583), passò al nipote Antonio Álvarez de Toledo y Beaumont.